# Гексабромостаннат(IV) калия
Гексабромостаннат(IV) калия — неорганическое соединение,
комплексный бромид металлов олова и калия
с формулой K2SnBr6,
кристаллы.

## Физические свойства
Гексабромостаннат(IV) калия образует кристаллы двух модификаций:
- тетрагональная сингония, пространственная группа P 421, параметры ячейки a = 0,743 нм, c = 1,061 нм, Z = 2.
- кубическая сингония, пространственная группа F m3m, параметры ячейки a = 1,050 нм, Z = 4.